# Shibani Kashyap
Shibani Kashyap (n. el 12 de enero de 1979 en Delhi, India) es una cantante de la India, que ha trabajando activamente en la industria del cine de Bollywood. Algunas de sus temas musicales son muy conocidas como "Aaa Sajna Büchi Ja" que fue interpretada para una película titulada "Waisa Büchi Hota Hai Parte II". Ella participó en un espectáculo conocido como caza cantante, conocido también como Cantante de baño.
Kashyap alcanzó fama interpretando una sintonía del canal AIR FM channel of All India Radio y Amul India. Shibani mayormente compone temas musicales con una fusión conocida como Sufi-occidental. Se ha confirmado que Shibani será vista en actuar en la nueva película dirigida por Faisal Saif en la película "Main Osama". Esta será la primera vez que Shibani compone un tema musical para este film y a la vez debutar como actriz
En 2012, cantó una canción de una serie paquistaní titulada "Mohabbat Jai Bhar Mein", en lengua urdu que fue un gran éxito en Pakistán y la India.

## Perfil
Nació en Nueva Delhi, India, ella se graduó en  Literatura en inglés de la Universidad de Delhi. Se especializó en música clásica occidental y de la India.
Era miembro de una banda musical llamada Black Slade en Delhi. En 1996, la sintonía de A.I.R. FM, un canal de la All India Radio, puso en marcha en la voz de Shibani. Ha compuesto jingles publicitarios para Amul India y Subah Savere, como también para Doordarshan. Ganó fama nacional con su álbum debut de género pop titulado "Ho Gayi Hai Mohabbat" (1998) por la que ganó el premio "Channel V". Ella fue seleccionada para representar a la India en 1999 en el festival anual de la música internacional llamada "Azia Dauysy", que fue celebrada en Kazajistán. En el 2000, ella lanzó un álbum titulado "Sufi Nagmagee".
Se ha presentado espectáculos en vivo de todo el mundo. Ella compuso y cantó su primer tema musical de la película "Sajna Aa Büchi Jaa," luego para la película "Hindi Waisa Büchi Hota Hai" en 2003. También interpretó para las películas Zinda (2006) y 1971 (2007).